# Saraswati (rzeka)

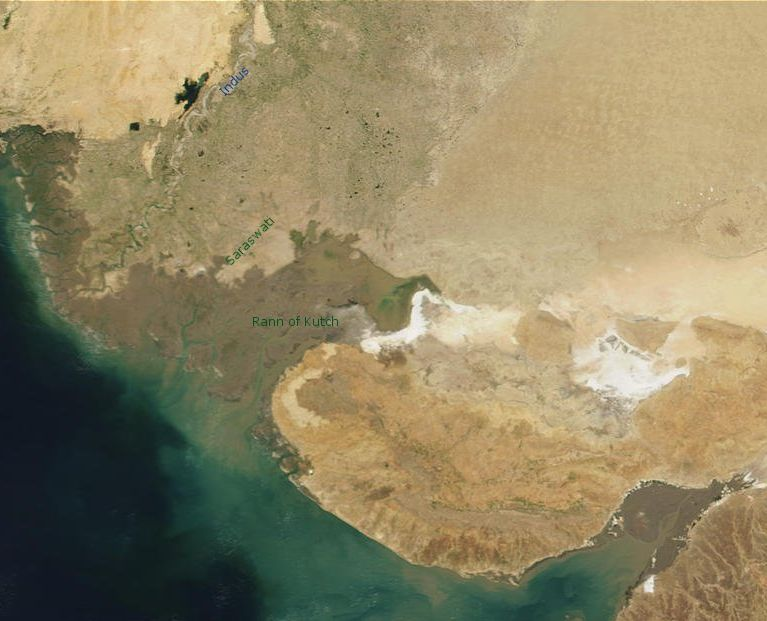
Ujście rzeki Indus, solniska Rann of Kutch oraz przybliżone położenie dolnego biegu wyschniętej rzeki Saraswati.
Pokazany na zdjęciu satelitarnym fragment jest częścią indyjskiego stanu Gujarat

Saraswati – nazwa wyschniętej ok. 2500–2000 r. p.n.e. rzeki w zachodnich Indiach w pobliżu współczesnej granicy z Pakistanem w stanie Gudźarat, na wschód od rzeki Indus. Wypływała z lodowców Himalajów i wpadała do Morza Arabskiego w miejscu, gdzie dziś jest solnisko Wielki Rann na spornym terytorium pomiędzy Pakistanem a Indiami. W dolnym biegu miała prawdopodobnie nawet od 3 do 10 km szerokości. Podejrzewa się, że rzeka wyschła w wyniku ruchów tektonicznych Ziemi, które mogły spowodować takie zmiany koryta, że wody Saraswati przejęły inne rzeki. Współczesna rzeka Saraswati, która również zasila bagna Rannu, jest znacznie mniejsza i znajduje się jeszcze dalej na wschód, natomiast korytem antycznej Saraswati płynie okresowa rzeka Ghaggar-Hakra.
Wzdłuż jej biegu powstała większość osiedli cywilizacji doliny Indusu zwanej też – od nazwy jednego z jej ośrodków – kulturą Harappy. Wbrew wcześniejszym teoriom, zakładającym wyparcie tej kultury przez Ariów nacierających z zachodu ok. XVIII w. p.n.e., obecnie podejrzewa się, że to właśnie zanik Saraswati spowodował upadek ośrodków miejskich cywilizacji Indusu.
Ani zdjęcia satelitarne, ani badania paleobotaniczne, ani szczegółowa analiza zapisów historycznych nie dają precyzyjnej odpowiedzi o dokładnym przebiegu Saraswati, zwłaszcza że jej koryto, a także koryta sąsiednich rzek zmieniały się wielokrotnie w odległej starożytności.
Rzeka ta należy do świętych rzek hinduizmu.